# Nuits de Fourvière
Les Nuits de Fourvière sont un festival culturel pluridisciplinaire (théâtre, musique, danse, cinéma, cirque) se déroulant chaque été (en juin, juillet et août) depuis 1946 au Théâtre antique de Fourvière (de 2 600 à 4 500 places), dans le 5e arrondissement de Lyon, près de la basilique du même nom.
La régie des Nuits de Fourvière (transformé en EPIC en 2005) est rattachée au département du Rhône (avec une subvention annuelle de 3,7 millions d'euros) au début des années 1990. Depuis le 1er janvier 2015, elle dépend de la Métropole de Lyon.

## Les deux lieux
- Grand Théâtre : 2 600 à 4 400 places selon la configuration
- Odéon : 900 à 1 200 places selon la configuration

## Fréquentation

### Années 2000
- 2004 : 78 684 spectateurs
- 2005 : 87 311 spectateurs
- 2006 : 97 583 spectateurs
- 2007 : 107 944 spectateurs (84,5 % de taux de fréquentation)
- 2008 : 105 904 spectateurs (83,5 % de taux de fréquentation)
- 2009 : 117 788 spectateurs (80,5 % de taux de fréquentation)

### Années 2010
- 2010 : 121 221 spectateurs (81,5 % de taux de fréquentation)
- 2011 : 133 408 spectateurs (82,9 % de taux de fréquentation)
- 2012 : 134 727 spectateurs (85 % de taux de fréquentation)
- 2013 : 157 684 spectateurs (84 % de taux de fréquentation)
- 2014 : 142 000 spectateurs (83,5 % de taux de fréquentation)
- 2015 : 191 000 spectateurs
- 2016 : 136 000 spectateurs[2]
- 2017 : 156 000 spectateurs
- 2018 : 150 000 spectateurs[3]
- 2019 : 192 000 spectateurs[4]

### Années 2020
- 2020 : édition annulée en raison de la pandémie de Covid-19
- 2021 : 76 000 spectateurs jauge à 50% en juin et complète en juillet, en raison de la pandémie de Covid-19
- 2022 : 153 000 spectateurs sur 178 représentations, dont 71 de théâtre, 50 de cirque, 46 de musique et 11 de danse[5]
- 2023 : du 31 mai au 28 juillet, 166 000 spectateurs sur 134 représentations, dont 42 concerts[6],[1]
- 2024 :  165 000 spectateurs et spectatrices entre le 30 mai et le 25 juillet, pour un taux de fréquentation record de 90,4%[7].